# 1956年メルボルンオリンピックの東西統一ドイツ選手団
1956年メルボルンオリンピックの東西統一ドイツ選手団（1956ねんメルボルンオリンピックのとうざいとういつドイツせんしゅだん）は、1956年11月22日から12月8日にかけてオーストラリアのメルボルンで開催された1956年メルボルンオリンピックの東西統一ドイツ選手団、およびその競技結果。

## 概要
今大会は金メダル6個、銀メダル13個、銅メダル7個の合計26個のメダルを獲得した。

## メダル
| メダル | 選手名                                                                                    | 競技   | 種目                 |
| ------ | ----------------------------------------------------------------------------------------- | ------ | -------------------- |
| 金     | ウルスラ・ハッペ                                                                          | 競泳   | 女子200m平泳ぎ       |
| 銀     | カール＝フリードリッヒ・ハース                                                            | 陸上   | 男子400m             |
| 銀     | クラウス・リヒツェンハイン                                                                | 陸上   | 男子1500m            |
| 銀     | クリスタ・シュトゥブニック                                                                | 陸上   | 女子100m             |
| 銀     | クリスタ・シュトゥブニック                                                                | 陸上   | 女子200m             |
| 銀     | ギゼラ・ケーラー                                                                          | 陸上   | 女子80mハードル      |
| 銅     | ローター・クネルツァー レオンハルト・ポール ハインツ・フュッテラー マンフレート・ゲルマー | 陸上   | 男子4×100mリレー     |
| 銅     | マリアンネ・ヴェルナー                                                                    | 陸上   | 女子砲丸投           |
| 銅     | ホルスト・テュラー グスタフ＝アドルフ・シュル ラインホルト・ポマー                        | 自転車 | 男子団体ロードレース |